# 邱耀国
邱耀国（1934年1月—2000年7月），男，贵州福泉人，中华人民共和国政治人物，曾任中共黔南州委书记，贵州省政协副主席，中共十三大代表。